# Pinus chiapensis
Pinus chiapensis е вид растение от семейство Борови (Pinaceae). Видът е застрашен от изчезване.

## Разпространение
Разпространен е в Гватемала и Мексико.